# جون يونغ (لاعب كرة قدم بريطاني)
جون يونغ (بالإنجليزية: John Young)‏ (19 سبتمبر 1957 بإدنبرة في المملكة المتحدة - ) هو لاعب كرة قدم بريطاني في مركز الوسط. لعب مع Denver Avalanche ‏.